# Supercopa de Básquetbol de Chile 2022
La Supercopa de Chile 2022, llamada Supercopa Mundo By Cecinas Llanquihue 2022 por motivos de patrocinio,  fue la Tercera edición de la de la competencia creada en 2019.
Esta nueva edición se disputó en Punta Arenas en octubre de 2022, disputando semifinales, tercer lugar y final en la ciudad de Punta Arenas.
Universidad de Concepción se coronó nuevamente campeón de la Supercopa 2022, obteniendo su Segundo título, colocándose como máximo ganar de la supercopa chile.

## Participantes
Clasificaron el Campeón Liga 1 2022 Universidad de Concepción, el Campeón de la Copa Chile 2021-22 Atlético Puerto Varas, el Campeón de la Liga 2 2022, Español de Osorno, y el Subcampeón de la Liga 1 2022, Colegio Los Leones. 
| Equipo                    | Clasificación              |
| ------------------------- | -------------------------- |
| Universidad de Concepción | Campeón Liga 1 2022        |
| Atlético Puerto Varas     | Campeón Copa Chile 2021-22 |
| Colegio Los Leones        | Subcampeón Liga 1 2022     |
| Español de Osorno         | Campeón Liga 2 2022        |

## Desarrollo
|  | Semifinal                 | Semifinal                 | Semifinal             |                       |                           | Final                     | Final              | Final        |  |
|  |                           |                           |                       |                       |                           |                           |                    |              |  |
|  |                           |                           |                       |                       |                           |                           |                    |              |  |
|  | Universidad de Concepción | Universidad de Concepción | 100                   |                       |                           |                           |                    |              |  |
|  | Universidad de Concepción | Universidad de Concepción | 100                   |                       |                           |                           |                    |              |  |
|  | Español de Osorno         | Español de Osorno         | 88                    |                       |                           |                           |                    |              |  |
|  | Español de Osorno         | Español de Osorno         | 88                    |                       | Universidad de Concepción | Universidad de Concepción | 107                |              |  |
|  |                           |                           |                       |                       | Universidad de Concepción | Universidad de Concepción | 107                |              |  |
|  |                           |                           | Atlético Puerto Varas | Atlético Puerto Varas | 88                        |                           |                    |              |  |
|  | Colegio Los Leones        | Colegio Los Leones        | Atlético Puerto Varas | Atlético Puerto Varas | 88                        | 75                        |                    |              |  |
|  | Colegio Los Leones        | Colegio Los Leones        |                       |                       |                           | 75                        |                    |              |  |
|  | Atlético Puerto Varas     | Atlético Puerto Varas     | 76                    |                       |                           | Tercer lugar              | Tercer lugar       | Tercer lugar |  |
|  | Atlético Puerto Varas     | Atlético Puerto Varas     | 76                    |                       |                           | Tercer lugar              | Tercer lugar       | Tercer lugar |  |
|  |                           |                           |                       |                       |                           |                           |                    |              |  |
|  |                           |                           |                       |                       |                           | Español de Osorno         | Español de Osorno  | 76           |  |
|  |                           |                           |                       |                       |                           | Español de Osorno         | Español de Osorno  | 76           |  |
|  |                           |                           |                       |                       |                           | Colegio Los Leones        | Colegio Los Leones | 57           |  |
|  |                           |                           |                       |                       |                           | Colegio Los Leones        | Colegio Los Leones | 57           |  |
|  |                           |                           |                       |                       |                           |                           |                    |              |  |

## Campeón
|                                       |
| Universidad de Concepción 2.do título |
|                                       |